# ゼルダの伝説 夢をみる島
『ゼルダの伝説 夢をみる島』（ゼルダのでんせつ ゆめをみるしま、英題: The Legend of Zelda: Link's Awakening）は、任天堂が開発し1993年6月6日に発売されたゲームボーイ用アクションアドベンチャーゲーム。
後にゲームボーイカラー対応版として1998年に『ゼルダの伝説 夢をみる島DX』（ゼルダのでんせつ ゆめをみるしまデラックス、以下『DX』と表記）が発売され、2011年にはニンテンドー3DS用のバーチャルコンソール対応ソフトとして配信された。2023年には、「ゲームボーイ Nintendo Switch Online」で配信された。
2019年9月20日にNintendo Switchでリメイク版が発売された。

## 概要
日本において、ゼルダの伝説シリーズ初となる携帯型ゲーム機向けの作品。基本システムは初代『ゼルダの伝説』に類似している。
本作の物語は、前作であるスーパーファミコン用ソフト『ゼルダの伝説 神々のトライフォース』（1991年）の後日譚にあたる。作中では、後述のように他の任天堂ソフトのキャラクターが多数登場している。
『DX』は本作をカラー化し新たな要素を加えている。2000年3月1日には『DX』のニンテンドウパワー版が、2011年6月8日にはニンテンドー3DS用バーチャルコンソール版の配信が開始された。このバーチャルコンソール版はCERO：B（12才以上対象）となり、「セクシャル」「犯罪」のコンテンツアイコンが付記されている。
ゲームボーイ（以下GB）版のCMは、主人公ら登場人物を模した人形達がゲーム内容を表す歌にあわせて動き踊る人形劇風。『DX』のCMは、大口を開けている（CG処理であごが外れたように大きく開いている）若者グループが持つゲームボーイ本体を取り上げた仲間が、画面に映る『DX』の映像を見て同じように大口になってしまう、という内容。	Nintendo Switch版のCMでは青葉市子が歌唱する曲「かぜのさかなのうた」が使用されている。
ゲーム誌『ファミ通』の「クロスレビュー」では、ゲームボーイ版およびゲームボーイカラー版はゴールド殿堂を獲得、Nintendo Switch版はプラチナ殿堂を獲得した。

## ストーリー
ガノンを倒してハイラルを救ったリンクは剣の修行の旅から帰る航海の途中、巨大な嵐に遭遇してしまい、船に雷が落ちてリンクは意識を失ってしまう。
懐かしいゼルダ姫の声でリンクが目を覚ますと、そこは見知らぬ家の中だった。声の主もゼルダ姫ではなく、見た目までそっくりなマリンという少女であった。彼女によると、リンクが浜辺に打ち上げられていたところを発見し、タリンと一緒に住むこの家で介抱していたのだという。リンクの流れ着いたこの島は「コホリント島」というらしく、奇妙なことに島の住人は、自分たちがいつから住んでいるのかを知らず、また島の外についても存在を知らなかった。
島の探索に出たリンクは、この島から出るには島の神である「かぜのさかな」を目覚めさせなければならないことを知らされる。かぜのさかなの使いのフクロウによると、島の最も高い場所にある巨大な「聖なるタマゴ」の中でかぜのさかなは眠っており、夢を見続けているという。そして、8つある「セイレーンの楽器」で「目覚めの歌」を奏でることで目覚め、リンクは島から脱出できるだろうと語った。
8つのダンジョンの奥に隠された楽器を順調に集めていくリンクは、マリンから「かぜのさかなの歌」を教えてもらい、交流を深めていく。島から出たことのないマリンは冗談めかしながらも、リンクの故郷に行く夢を語る。
だが、楽器を集めていた折、リンクは神殿にあった石版によって島の真実を知ってしまう。コホリント島は島ではなく、そこに住む人々、動物、マモノを含むあらゆるものがかぜのさかなの見ている「夢」でしかないため、目覚めが訪れれば全ては泡と消えるのだという。その悪夢から生まれたマモノたちは、「目覚めの使者」であるリンクを妨害し、この島が消えないようかぜのさかなに永遠の眠りを与えていた。
セイレーンの楽器全てを集めたリンクは聖なるタマゴの中へと入っていき、悪夢に打ち勝つ。フクロウは自らの正体を明かし、ついにかぜのさかながリンクの前に姿を現す。リンクはかぜのさかなの言うとおり目覚めの歌を奏でる。コホリント島はマリンも、住人達も、マモノも全てが消えていってしまった。
目が覚めるとリンクは船の残骸にしがみついて海に浮かんでいた。丸太に腰掛けたまま呆然とするリンク。しかし、見上げた空には去り行くかぜのさかなの姿があった。それを見たリンクは明るい笑顔を浮かべるのであった。

## フィールド
メーベの村
島の西側にある村。マリンやタリンなどが暮らしている。
トロンボ海岸
メーベの村の南にある海岸。リンクが流れ着いた場所。
ふしぎの森
メーベの村の北にある森。モリブリンが大量発生しており危険な場所となっている。
コホリント平原
迷いの森の北と東に広がる平原。
ウクク草原
メーベの村の東に広がる平原。コホリント平原よりも危険なマモノであふれ返っている。
カナレットの城
リチャード王子の居城。王子の宝物が隠されている。
どうぶつ村
動物たちが暮らす村。メーベの村とは姉妹都市の関係にあり、村民の交流も活発。
ヤーナ砂漠
どうぶつ村の東にある砂漠。不吉なメッセージを語るフクロウ像や喋るガイコツがいる。
マーサの入り江
どうぶつ村の西にある入江。人魚像がある。
顔の神殿
南北2つの神殿からなる、コホリント島の古代遺跡。南の神殿には島の真実を伝える石版がある。
タルタル山脈
島の北端に位置する山脈。東側と西側にダンジョンがあり、中央のタマランチ山の頂上には「聖なるタマゴ」がある。
東側から洞窟を通じて西側に移動することが出来るが、洞窟が一方通行のためその逆は不可能。

## ダンジョン
L-1からL-8までのダンジョンをクリアすると、かぜのさかなの目覚めに必要となる「セイレーンの楽器」が手に入る。
L-1 テールのほらあな
メーベの村の南部に位置する洞窟。
アイテム：ロック鳥の羽根 ボス：デグテール 楽器：満月のバイオリン
L-2 ツボのどうくつ
島の北西に広がるゴポンガのぬまにある洞窟。入り口は頑丈な花で覆われている。
アイテム：パワーブレスレット ボス：ツボ魔王 楽器：巻き貝のホルン
L-3 カギの穴ぐら
ウクク草原にある洞窟。
アイテム：ペガサスのくつ ボス：デグゾル 楽器：海ゆりのベル
L-4 アングラーの滝ツボ
タルタル山脈の南、タルタル高地の滝つぼの中に隠されている洞窟。
アイテム：アングラーの水かき ボス：アングラー 楽器：潮騒のハープ
L-5 ナマズの大口
マーサの入り江から離れた海の上にある洞窟。
アイテム：フックショット ボス：フッカー 楽器：嵐のマリンバ
L-6 顔の神殿
コホリント島の南西にある神殿。
アイテム：パワフルブレスレット ボス：マットフェイス 楽器：さんごのトライアングル
L-7 オオワシの塔
タルタル山脈東部にある高層の塔。
アイテム：鏡の盾 ボス：アルバトス・ピッコロ使い 楽器：夕凪のオルガン
L-8 カメイワ
タルタル山脈西部にある洞窟。1階層だが面積は本作中最大。実質的なラストダンジョンに当たる。
アイテム：マジックロッド ボス：デグフレム 楽器：遠雷のドラム
聖なるタマゴ
タマランチ山の頂上にある巨大なタマゴ。中へ入るには島の各地にある計8つの「セイレーンの楽器」が必要。内部は無限ループのような構造で、特定の進路を取らなければボスのもとへ辿り着けない。
ボス：シャドー
L-0 服のダンジョン
『DX』及びSwitch版に登場するダンジョン。ウクク草原の墓地に隠されている。
アイテム：赤い服、青い服 ボス：ド・ポーン

## 主なキャラクター
担当声優は、Switch版での出演。
リンク
声 - 斎賀みつき
デフォルトネームは決まっておらず、ゲーム開始時に平仮名4文字以内で任意の名前を設定する（Switch版は入力画面で最初から「リンク」になっている）。ただし、作中で万引き行為を行った場合は名前が「どろぼー」に変化し、他のキャラクターからもこの名前で呼ばれるようになる。本稿では以下「リンク」と表記する。
『ゼルダの伝説 神々のトライフォース』の主人公と同一人物。前作の戦いのあと、剣の修行の旅に出ていた。
かぢばあたるのコミカライズ版では、元気はつらつな性根として描かれた。マリン、タリンと家族のように過ごし、寝泊まりもマリンの家で行っている。命の恩人であるマリンに一目惚れし「マリンを守る」ために剣を振るう。
マリン
声 - 夏吉ゆうこ
メーベ村に住む少女。海岸に漂着したリンクを介抱する。初対面時のリンクはマリンを見て『神々のトライフォース』に登場したゼルダと勘違いする。
普段は淑やかだが、リンクと行動を共にする際には活発な一面を見せる。歌を歌うことが大好きで、「かぜのさかなの歌」を特に好んで歌う。村の子供たちから人気があり、どうぶつ村の住民からも好かれているなど島民にとってアイドル的存在。「私がカモメだったら……ずっと遠くに飛んでいくのに」と語るなど、島の外の世界に憧れを抱いている。終盤ではかぜのさかなを目覚めさせようとしたためマモノたちにいじわるされ、吊り橋の上に取り残されてしまうがリンクに助けられる。その際に「何か」を伝えようとしたが、結局最後まで言い切ることはできなかった。以後はリンクがいつか島から出て行ってしまうことを察し、自分のことを忘れないでほしいと告げた。リンクが一度もゲームオーバーにならなかった状態でクリアした真エンドでは、彼女がカモメになって飛んで行くシーンがある。
リンクから「一緒に故郷に来てほしい」と告げられた後もそれを思い出してニヤニヤしたりと、彼に対する強い好意を持っていた様子。
派生作品の『ゼルダ無双』ではプレイアブルキャラクターの一人として登場している。
かぢばあたるのコミカライズ版では、清楚可憐なキャラクターとなっている。命の恩人としてリンクに一目惚れされており、マリンの方もまんざらでもない雰囲気に。島の真実は知らないが「自分が辿る運命に薄々勘付いている」という。
タリン
声 - 一条和矢
マリンの父親。娘からは「タリン」と呼び捨てで呼ばれる。のんびりしていておっちょこちょいな性格で、キノコが大好物。話すときは語尾に「〜だよ」がつく。
かぢばあたるのコミカライズ版では、娘思いの父親として描かれた。また一般的な成人男性くらいの慎重になっており、リアルな肥満体型になっている。
フクロウ
リンクの前に度々現れるフクロウ。老人のような口調でリンクに助言し冒険を導く。その正体は後述のかぜのさかなの心の一部であり、その夢であるコホリント島を守る役割を担っている。当初はリンクを「坊や」と呼んでいたが、シャドー撃破後は「リンク殿」と呼ぶようになった。
かぢばあたるのコミカライズ版では、リンクから「フクロウオヤジ」の名前で呼ばれている。目覚めの使者としての使命に苛むリンクの背中を押すという、重大な役割を担った。
風のさかな（かぜのさかな）
島の中央部、タマランチ山の頂上にある巨大なタマゴの中で眠り続けている島の神。コホリント島は、このかぜのさかなが見ている夢の世界であり、その目覚めは島全体の消滅につながる。
オバケ
レベル4のダンジョン「アングラーの滝壺」クリア後、リンクに取り付く幽霊。一人称は「ボク」。写真屋さんからは「ユーレイさん」と呼ばれている。体色は『DX』では水色だが、Switch版ではピンクに変更されている。尚、彼の実家の「いりえのいえ」には専用BGMがある（メーベの村のアレンジ曲）。
マダムニャンニャン
凶暴なワンワン（と小さいキャンキャン）を飼い慣らしている婦人。ワンワンの毛並み(?)が自慢らしい。ワンワンを助けるとキスをしてくれて、そのキスには回復効果がある。
かぢばあたるのコミカライズ版では、メガネを掛けた厚化粧の夫人として描かれた。リンクにキスをしようとしたが嫌がられて逃げられ、追いかけっこの末に家宝のオカリナを授けた。
店主
メーベの村のアイテム屋の店主。普段は愛想が良いが、店の売り物を代金を支払わずに持ち出そうとすると「ちゃんとカネ払ってくだせえ」と言われて制止される。なお、店主の目を盗み、代金を支払わずに売り物を持ち出す万引き行為もできるが、村人と話すと設定した名前ではなく「どろぼー」と呼ばれるようになり、再び店に入った場合、制裁として回避不能のビームを放ち、ゲームオーバーにされてしまう（薬無効）。
4つ子
パパールとママーシャの4人の息子達。一人称は全員「おいら」。話しかけると、「子供だからわからない」と言いつつも、ゲームシステムや色々なヒントを教えてくれる。『DX』版までは名前が無い。また『DX』版までは「5人」と誤表記されている。リメイク版での名前は「ケンケン」、「テンテン」、「タムタム」、「トムトム」である。
うるりらじいさん
メーベの村に住むおじいさん。面と向かって話そうとすると非常に無口だが、何故か電話越しでは饒舌になる。電話では、攻略に行き詰まった時に何をすればいいのかヒントを教えてくれる。家の前にいるのはお掃除好きの「ヤッホーばあさん」。
きまぐれトレーシー
コホリント平原に住む薬屋の女性。気まぐれな価格で、ヒミツのクスリを売ってくれる。
写真屋さん
ネズミの男性。『DX』版にのみ登場するキャラクターで、ストーリーを進めたり、特殊な条件を満たすと思い出に写真を撮影してくれて（中には万引きしないと撮れないものもある）、マリンと同行中は3枚もの写真を撮ってくれる。Switch版では写真屋さんの店が後述のダンペイの小屋に置き換えられている。
ダンペイ
Switch版にのみ登場する男性。『DX』での写真屋さんの場所に家を構え、その中で新要素のダンジョンについて色々教えてくれる。
シャドー
本作の最終ボス。その正体は、かぜのさかなが見ている夢から生まれた「悪夢」という名のマモノ。いかなる姿にも変える黒い影。
マモノたちの存在を消させないためにかぜのさかなに永遠の眠りを与え、コホリント島で独自の秩序を築こうと画策する。そんな自分たちを「神」だと称している。戦闘では様々な敵やボスキャラクターに似た姿形を取り、中には前作『神々のトライフォース』に登場した強敵も含まれている。リンクに敗れ去った後は、「われらの島」が消えてしまうことを惜しみながら消滅していった。
最後の敵であるものの存在自体は一切語られておらず、正体と目的が判明するのはラストバトル直前となる。
かぢばあたるのコミカライズ版では、形態が変わるたびに人格も変わるという演出がされた。最終形態の人格は「もう戦いはやめにしないか？ 我々も島民に危害を加えることはしない。この島で永遠の平和を手に入れよう」とリンクに和平を持ち掛けている。

### ゲストキャラクター
本作では任天堂の他作品キャラクターが多数登場している。
リチャード王子
島の中央に位置する「カナレットの城」の王子。兵士たちが魔物に乗っ取られたため城を離れ、カエルだらけの別荘で過ごしている。
『カエルの為に鐘は鳴る』からの登場。
マムー
島の南西部にいる巨大なカエル。300ルピーと引き換えにオカリナの演奏曲「カエルのソウル」をリンクに教える。
『夢工場ドキドキパニック』ならびに『スーパーマリオUSA』からの登場。
ドクターライト
島の北西の家で暮らす男性。文通を趣味としており、どうぶつ村のクリスティーヌ（ヤギ）に惚れ込んでいる。
『シムシティ』（スーパーファミコン版）の登場キャラクター「Dr.ライト」がモチーフ。
このほか、以下のキャラクターも登場。
『マリオシリーズ』から登場
- ヨッシー（ヨッシー人形）
- ワンワン
- クリボー
- トゲゾー
- テレサ
- パックンフラワー
- プクプク
- ゲッソー
- ヘイホー
- サンボ
- ピーチ姫（写真のみ）

『星のカービィシリーズ』から登場
- ゴルドー（ウニという名で登場）
- カービィ（敵として登場）

### 漫画版キャラクター
主に: かぢばあたるのコミカライズ版について記す。
フェリサ
小さな妖精の少女。最初は男のような口調だったが、次第に女性的な言語が多くなっていった。
リンクのパートナーとしてフクロウから紹介され、セイレーンの楽器を持ち運びする。戦闘能力はないため終盤で人質にされてしまったが、リンクによって助け出された。
島の真実を知ったリンクからつらく当たられたが、和解して風のさかなを目覚めさせるべく冒険を続けた。
ターボくん
どうぶつむらのうさぎ。マリンを慕っている。終盤でどうぶつむらが魔物たちに襲われた際にメーベの村に逃げ込んだ。
カルナ
屈強な体格のブタブリン。ウクク草原を取り仕切っている幹部格。
最初の戦いはリンクの剣が折れていたため崖から落として勝利するが、二度目の戦いではLv2の剣を手にしたリンクにあっさりと敗北する。
ドローナ
ヒノックスを擬人化させたような魔物。一つ目という特徴を除けば人間の男とほとんど変わらない。大柄な体格をした戦士のような姿をしている。
カルナを上回る幹部だが戦闘狂のため魔物たちに幽閉されていた。そこでブタブリンから目覚めの使者の話を聞いて興味を示し戦いを挑む。
凄まじいパワーとスピードでリンクを苦戦させたが「二段回転斬り」の前に敗れる。散り際には「楽しかったぜ小僧」と一抹の満足を得たが、リンクには「お前の戦いの意味は軽すぎる」と辛らつな言葉を告げられた。

## 開発
本作は手塚卓志を中心に開発された。
まず、彼らはSRDにあったゲームボーイの開発ツールを用いてゼルダ風の作品を作るという実験から始まった。やがてモノクロながらも表現力の高さに気づいた彼らはゲームボーイで本格的な『ゼルダの伝説』を作りたいと考え、SRDに頼み込んで開発ツールをもう一つ用意してもらった。とはいえ、開発ツールを追加した時点では、『ゼルダの伝説 神々のトライフォース』の移植版を想定していた。
手塚たちは「社長が訊く」の中で、その在り方を放課後のクラブ活動にたとえている。また、手塚らは『ゼルダの伝説』のセルフパロディを作っているようだったとも話しており、マリオやカービィのそっくりさんが登場しているのもそのためである。
当時放送中だったテレビドラマ『ツイン・ピークス』を参考に、限られた場所と登場人物のみで展開される物語が作られた

また、釣りゲームの部分はSRDの森田和明が手掛けており、のちのシリーズにおいて定番となった。

## 他機種版
| タイトル                             | 発売日                                     | 対応機種           | 開発元             | 発売元 | メディア                                    | 型式                               | 備考                                                                                        | 出典                 |
| ------------------------------------ | ------------------------------------------ | ------------------ | ------------------ | ------ | ------------------------------------------- | ---------------------------------- | ------------------------------------------------------------------------------------------- | -------------------- |
| ゼルダの伝説 夢をみる島DX (GBC版)    | 1998年12月12日 1998年12月15日 1999年1月1日 | ゲームボーイカラー | 任天堂情報開発本部 | 任天堂 | 8メガビットロムカセット                     | DMG-AZLJ DMG-AZLE-USA DMG-AZLP-EUR | ポケットプリンタ対応 売上本数: 31万本 約222万本                                             |                      |
| ゼルダの伝説 夢をみる島DX (書き換え) | 2000年3月1日                               | ゲームボーイカラー | 任天堂情報開発本部 | 任天堂 | フラッシュロムカセット (ニンテンドウパワー) | -                                  |                                                                                             | [ 13 ]               |
| ゼルダの伝説 夢をみる島DX (3DS VC版) | 2011年6月7日 2011年6月8日                  | ニンテンドー3DS    | 任天堂情報開発本部 | 任天堂 | ダウンロード (バーチャルコンソール)         | -                                  | CERO：B（12才以上対象）となり、「セクシャル」「犯罪」のコンテンツアイコンが付記されている。 | [ 14 ]               |
| ゲーム&ウオッチ ゼルダの伝説         | 2021年11月12日 2021年11月13日              | ゲーム&ウオッチ    | 任天堂             | 任天堂 | ゲーム＆ウオッチ (カラースクリーン)         | HXB-001                            | オリジナル版および英語版、ドイツ語版、フランス語版の移植                                    | [ 15 ]               |
| ゲームボーイ Nintendo Switch Online  | 2023年2月9日                               | Nintendo Switch    | 任天堂             | 任天堂 | ダウンロード                                | -                                  | DX版の移植                                                                                  | [ 16 ] [ 17 ] [ 18 ] |

### ゼルダの伝説 夢をみる島DX
- ゲームボーイカラーでのプレイ時にカラー表示になる。
- スーパーファミコンの周辺機器「スーパーゲームボーイ」でのプレイ時、ゲーム画面の周りに専用のフレームが表示される。
- 新たなダンジョン「服のダンジョン」が追加[注 2]。
- ゲーム内の特定の場面で「写真屋」が現れ写真を撮る。この写真はゲームボーイの周辺機器「ポケットプリンタ」を用いてプリントアウトできる。なおバーチャルコンソール版には非対応。
- 装備画面で、現在のハートのかけらの数、写真を撮った枚数、服の色を表示できる。
- ダンジョン内でヒントを得られる設置物が「せきばんのカケラ」をはめる石版から「せきぞうのくちばし」をはめるフクロウの像に変わり、設置箇所が増加。
- ダンジョン内の宝箱に入っているアイテムが一部変更。
- 一部の描画の変更。
- 一部の台詞の変更、追加。
- バグの修正。
- 一度もゲームオーバーにならずにクリアした時のエンディングが、2頭身のマリンにカモメの羽が生えているものから、マリンのバストアップイラストがカモメに変わるものに変更。

## ゼルダの伝説  夢をみる島（Nintendo Switch版）
『ゼルダの伝説 夢をみる島』（ゼルダのでんせつ ゆめをみるしま、英題：The Legend of Zelda: Link's Awakening）は、2019年9月20日に発売されたNintendo Switch用アクションアドベンチャーゲーム。同名のゲームボーイ版（以下GB版）およびゲームボーイカラーの『ゼルダの伝説 夢をみる島DX』（以下DX版）を、世界観と物語はそのままにグラフィックを一新してリメイクしている。開発は『ゼルダの伝説 時のオカリナ 3D』や『ゼルダの伝説 ムジュラの仮面 3D』などを手掛けたグレッゾ。
2019年2月14日に配信されたNintendo Directにて2019年内に発売すると発表され、同年のE3 2019（2019年6月11日）にてデモが披露された。

### 主な変更点
ジオラマ風の3Dグラフィック
GB版・GBC版ではドット絵だった画面が本作では3Dで表現され、プラスティック製のミニチュアのようなキャラクターや魔物と、粘土でつくられたジオラマのようなフィールドが、今までの『ゼルダ』シリーズにはない独特で温かみのあるビジュアルを生み出している。見下ろし型視点はGB版・DX版と同様だが、移動する際の画面は切り替え式から通常のスクロール式に変更された。「チルトシフト」という技法を用い“リンクの周りはくっきり、手前や奥がぼんやり”と見えることにより、フィールドに奥行きが感じられるよう工夫されている。
2Dアニメーションのオープニングムービー・エンドロール
航海中のリンクが嵐に遭遇し船が破壊されるオープニングシーンやエンドロールをドット絵アニメーションで表現していたが、今作では手描き風の2Dアニメーションで再現されている。アニメーション制作はIMAGICA GEEQ、監督は山元隼一、コンセプトアート・背景等は加藤オズワルドが担当した。
パネルダンジョン
DX版の「写真屋」が「ダンペイの小屋」に置き換えられ、「パネルダンジョン」のシステムが追加された。ダンジョンの各1画面をパネルにし、パネルを組み合わせてオリジナルのダンジョンを作ることができる。ソフトと同時発売の夢をみる島版リンクを含む、ゼルダの伝説シリーズのamiiboに対応し、読み取ることでパネルが入手できたり、作ったダンジョンを書き込んで他のプレーヤーと交換する等も可能。なお、同時発売の夢をみる島版リンクのamiiboによって、シャドウリンクをダンジョンに配置することができる。この仕組みが最初のインスピレーションとなって、これを有効活用できるタイトルが本作であると判断されたことにより、リメイクが実現した。

### その他
- BGMもアレンジされ一部イベントでは新規BGMが追加されているが、あえてオリジナルの音源「そのまま」を一部に使った楽曲も多く存在している[19]。
- データ作成時に被ダメージが2倍になるなどの「辛口モード」を選択できるようになった（一度選択すると変更不可）。
- 主人公にデフォルトネームの「リンク」が設定された。
- わらしべアイテムのうち「ピンクのブラジャー」が「ネックレス」に変更された。
- ブーメランの交換に使用したアイテムを300ルピーで買い戻せるようになった。ただし買い戻さない限り再度入手できない。
- 妖精を捕獲し、使用することで体力を回復できるセレクトアイテム「妖精のビン」が追加された（最大3個）。
- Lv2の剣に「コホリントの剣」という固有名称が追加された。
- Aボタンにパワーブレスレット系、Bボタンに剣、Rボタンに盾、Lボタンにペガサスのくつが、それぞれ自動的に割り当てられる。その他のセレクトアイテムはX・Yボタンに割り当てて装備する[32]。また、その他の操作もSwitchのボタンに合わせて変更された。
- ハートの最大値やヒミツの貝がらの報酬が変更され、ハートのかけらやヒミツの貝がらの総数が増加。
- 一度ヒントを聞いたフクロウの像は目が光るようになった。
- クレーンの景品としてマリオシリーズに登場するキャラクターのフィギュアが追加された。入手したフィギュアはメーベの村の各家の中にある台座に飾ることができる。
- 一部の敵の攻撃パターンや弱点を変更し、敵キャラクターに「フォールマスター」が追加された。
- 「力のかけら」と「まもりの木の実」の効果消失の条件が、「攻撃を3回くらう」「フィールドから屋内へ移動」から「30秒間経過」に変更された。
- ワープの穴が「ワープポイント」に変更され新たなワープポイントも追加された。

### 関連商品
ゼルダの伝説 夢をみる島 完全攻略本
発売日：2019年9月28日 / 発行：徳間書店（ニンテンドードリーム編集部） ISBN 978-4-19-864962-3
ゼルダの伝説 夢をみる島 オリジナルサウンドトラック
発売日：2020年3月18日 / NIPPON COLUMBIA / 品番：COCX-41117-20

## スタッフ
全スタッフ（GB版）
- エグゼクティブプロデューサー
  - 山内溥
- プロデューサー
  - 宮本茂
- ディレクター
  - 手塚卓志
- ダンジョンデザイナー
  - 山村康久
- スクリプトライター
  - 田邊賢輔、小泉歓晃
- プログラミング
  - 森田和明、葛原貴光
- キャラクターデザイン
  - 有本正直、日野重文
- サウンドコンポーサー
  - 戸高一生、濱野美奈子、石川こずえ - サウンドプログラム及び効果音を担当した戸高は作曲には全く関与しておらず、本人がその旨を公言している[44]。
- イラストレーター
  - 小田部羊一
- スペシャルサンクス
  - 中郷俊彦、加藤圭三、近藤浩治
- マニュアルエデイター
  - 黒梅知明

全スタッフ（DX版）
- エグゼクティブプロデューサー
  - 山内溥
- プロデューサー
  - 宮本茂
- スーパーバイザー
  - 手塚卓志
- ディレクター
  - 土山芳紀
- スクリプトライター
  - 松宮信雄
- プログラミング
  - 能登英司、幸田清、笠松栄弘
- キャラクターデザイン
  - 三島幹雄、木村恭子
- サウンドコンポーサー
  - 尾崎裕一
- アートワーク
  - 井沢圭子
- テクニカルサポート
  - 小金沢信人
- スペシャルサンクス
  - 坂本哲哉、R&D2デバッグスタッフ
- デバッグ
  - スーパーマリオクラブ

## 反響

### 評価
ゲームボーイ版
- ゲーム誌『ファミコン通信』の「クロスレビュー」では、8・8・9・8の合計33点（満40点）でゴールド殿堂を獲得、レビュアーからは携帯型ゲーム機ゆえのデメリットはあるが本作は紛れもなく『ゼルダの伝説』であると評価されており、浜村通信はグラフィックの制限ゆえにアクション部分がそれほど凝っていないと指摘しつつも、スーパーファミコン版と遜色ない出来であると称賛し、間口の広さは前作よりも上であると指摘、田原誠山は前作までにプレイヤーが蓄積した情報が上手く引き出される点や『マリオシリーズ』の世界観との繋がりを高く評価し「じっくり腰をすえて遊びたい1本」と総括、渡辺美紀は「決してお使いゲームではない展開など、いつもの『ゼルダ』なのだ」と評価、ジョルジョ中治はモノクロ画面ゆえの不利を感じさせないグラフィックやアクションに関して「『ゼルダ』らしさが随所に出ている」として肯定的に評価した。
- ゲーム誌『ファミリーコンピュータMagazine』の読者投票による「ゲーム通信簿」での評価は以下の通り、24.1点（満30点）となっている。

| 項目 | キャラクタ | 音楽 | お買い得度 | 操作性 | 熱中度 | オリジナリティ | 総合 |
| 得点 | 4.3        | 3.9  | 4.1        | 3.9    | 4.2    | 3.7            | 24.1 |
ゲームボーイカラー版
ゲーム誌『ファミ通』の「クロスレビュー」では、8・8・8・8の合計32点（満40点）でゴールド殿堂を獲得、レビュアーからはオリジナル版の発売から5年を経ても面白さは変わらないとの声が多く挙げられ、酒井K太は「絶妙な難易度と謎の巧妙さに感心」と称賛、カミカゼ長田は「知恵を振り絞って謎を解く快感」が味わえると評価、戦闘員まるこはカラー表示になった点やイベントやダンジョンの追加に関して称賛、ローリング内沢は新要素よりも「数年経っても色あせないゲームシステムと内容に注目」と肯定的に評価した。一方で、酒井はアイテム交換のシステムに関して「多少面倒かな」と思わせると指摘、長田はカラー専用のダンジョンが追加された以外に変更点がない事を否定的に評価した。
Nintendo Switch版
ゲーム誌『ファミ通』の「クロスレビュー」では、9・8・9・9の合計35点（満40点）でプラチナ殿堂を獲得、レビュアーからはグラフィックに関して称賛する声が多く挙げられ、ジゴロ☆芦田は「フィギュアのような質感のかわいらしいグラフィックもナイス」と称賛した他、ストーリー展開や任天堂の別作品のキャラクターが登場する点、新要素である「パネルダンジョン」などに関して肯定的に評価、戸塚伎一は「表現がリッチになったことにより、逆にとぼけた味わいが増した画面エフェクト」とグラフィック表現を高く評価、くしだナム子はスピンオフ的な要素や謎解きアクションが適度な難易度であると評価、卵を守る雨宮は「ジオラマ風のグラフィックやコミカルな動きも、他作品からゲストが多数出演する本作ならではの世界観にマッチ」と評価した他、パネルダンジョンに関して肯定的に評価した。一方で、戸塚は操作性や敵の行動が旧来のアクションゲームを感じさせると指摘、雨宮は説明やヒントが少ないため昨今のゲームになれている場合は一部の謎が分かりにくいと指摘した。

### 受賞歴
Nintendo Power
- Graphics and Sound, Challenge, Theme and Fun, Play Control, Best Overall
- 56th Best Nintendo Game

IGN
- Reader's 40th Best Game of all time
- Staff's 78th Best Game of all time

Electronic Gaming Monthly
- Best Game Boy Game of 1993
- Editor's Choice Award (DX) 

## 関連作品
大乱闘スマッシュブラザーズDX
マリンが収集要素の「フィギュア」として登場。
キャプテン★レインボー
ヒミツのくすりを売る女性「きまぐれトレーシー」が「トレイシー」の名前で登場。
ゼルダ無双
追加コンテンツの「Newキャラクターパック」（Wii U版『ゼルダ無双』）または「夢をみる島パック」（ニンテンドー3DS版『ゼルダ無双 ハイラルオールスターズ』）を購入することにより、マリンがプレイヤーキャラクターとして使用可能になる。また、マリンの一部の攻撃の際にかぜのさかなが登場する。
大乱闘スマッシュブラザーズ SPECIAL
マリン、かぜのさかな、フクロウおよび本作のリンクが収集要素の「スピリット」として登場。

## その他
- 本作は前作『神々のトライフォース』同様、ダンジョンボスを倒さなくてもそのダンジョンのキーアイテムさえ取ってしまえばゲームを進めることができる。これは前作では一種のやりこみを想定した仕様であり、わずかながらそれに対応する台詞等も用意されていたが、本作では場合によっては進行不能になる。

## 漫画
『ゼルダの伝説 夢をみる島』（藤赤正人・1993年10月号掲載分）
『別冊コロコロコミック』（小学館）掲載。
読み切り形式。物語の冒頭部分と、カメイワでのデグフレイム戦に焦点が当てられている。人質にとられたタリンとマリンを救うべくリンクがカメイワに向かうという、本編とは異なる物語が展開される。登場するマモノのデザインもオリジナルのものがいたり、マリンのキャラクターが異なるなど独自要素もある。
『ゼルダの伝説 夢をみる島』（かぢばあたる・1994年）
『月刊Gファンタジー』（エニックス）連載。全2巻。著者初のコミックス作品。
オリジナルのキャラクターとして楽器を運ぶ小妖精「フェリサ」や、敵キャラクターにはブタブリンの頭目「カルナ」や一つ目の巨人戦士「ドローナ」が登場した。マリンとの交流や魔物とのバトルをストーリーの主軸としており、独自要素としてリンクとマリンが両想い同然の仲になったり、島の真実を知ったリンクが使命に悩み苦しみマリンを連れて航海に出るというものがある。またマモノたちも積極的にリンクに戦いを挑んでおり、後半からはダンジョン攻略よりもフィールドでのマモノたちとの戦いの方がメインとなった。
かぢばはこの連載の後に『ゼルダの伝説 神々のトライフォース』の漫画も手がけている。
『ゼルダの伝説 4コマまんが王国』シリーズ（2巻、双葉社）
双葉社の漫画雑誌『月刊ファミコン4コマ王国』の掲載作品を単行本化している。2巻のうちの4分の3ほどが『夢をみる島』の作品。
主な執筆作家はまつやま登、中村里美、みた森たつやなど。
『ゼルダの伝説 4コママンガ劇場』シリーズ（4〜8巻、エニックス）
4〜5巻では全編にわたり『夢をみる島』の漫画が掲載され、6〜8巻では『ゼルダの伝説 神々のトライフォース』の漫画と共に収録されている。
主な執筆作家は牧野博幸、新山たかし、きりえれいこなど。
『ゼルダの伝説 夢をみる島DX 4コマギャグバトル』（光文社）
『DX』発売に合わせて出版され、カラーページで『DX』のネタが掲載されている。
主な執筆作家は古賀亮一、飛鷹ゆうき、美川べるのなど。